# 閔斗基
閔 斗基（ミン・ドゥギ、朝鮮語: 민두기、1932年11月2日 - 2000年5月7日）は、大韓民国の東洋学者、歴史家（中国史）。第9代東洋史学会会長。
号は山南（サンナム、산남）。

## 経歴
日本統治時代の全羅南道海南郡海南邑白也里出身。同邑海里の尋常小学校、光州西中学校（現・光州第一高等学校）を経て、1955年にソウル大学校史学科を卒業した。同校大学院に進学し、論文『塩鉄論（原文: 염철론）』で修士学位を取得した。1966年から1969年まで崇実大学校史学科教授を務め、1973年に論文『清代紳士層の研究 （原文: 청대신사층의 연구）』で博士学位を取得した。1978年よりソウル大学校東洋史学科教授を、1983年から1985年5月までは第9代東洋史学会長を歴任した。このほか、ハーバード燕京研究所研究教授・客員研究員、ハンブルク大学研究員、南京大学民国史研究センター客座教授などを務めた。1998年にソウル大学校教授を定年退職後、同校名誉教授、延世大学校国学研究院碩座教授を務めた。
2000年5月7日に持病により死去、享年68。